# Michaela Kis
Michaela Kis (* 18. Februar 1982 in Stuttgart) ist eine österreichische Schauspielerin und Synchronsprecherin.

## Leben
Michaela Kis absolvierte ihre Schauspielausbildung am Konservatorium für Musik und Dramatische Kunst in Wien und schloss 2014 mit der Bühnenreifeprüfung vor der paritätischen Kommission ab. In Wien hatte sie auch ihre ersten Theaterauftritte.
Bereits 2004 spielte sie in der deutschen TV-Produktion „Familie auf Bestellung“ ihre erste kleine Rolle. In der Hauptrolle war Heike Makatsch zu sehen.
Erfolgreich agierte sie im Bereich Kurzfilm. „Trigger Play“ wurde 2013 auf dem Filmfestival Max-Ophüls-Preis gezeigt, 2016 gewann „Beinball“ den Publikumspreis beim Austrian Independent Film Festival und im selben Jahr gewann „Ich weiß“ mit Kis in der Hauptrolle den 1. Platz beim onetake-Festival in Wien.
In „Der Pakt“, dem letzten „Tatort“ des saarländischen Rundfunks mit Devid Striesow als Kommissar Jens Stellbrink, spielte Kis im Frühjahr 2019, im Herbst desselben Jahres war sie neben „Game of Thrones“-Star Conleth Hill in „Vienna Blood – Königin der Nacht“ ebenfalls im Fernsehen zu sehen. Im Jahr 2020 lief die Tragikomödie „Now or Never“ mit Michaela Kis in der ARD zur Hauptsendezeit um 20.15 Uhr.
Die Veröffentlichung des Kinofilms „Risiken und Nebenwirkungen“ (mit Samuel Finzi), der 2019 abgedreht wurde, konnte aufgrund der Corona-Krise nicht wie geplant Ende 2020 erfolgen.
Sehr aktiv ist Kis seit 2019 auch als Synchronsprecherin. Ihre bislang bekannteste Rolle war die der Alice, in der Netflix-Trickfilm-Serie „F is for Family“ (2020).
Außerdem betreibt Kis einen eigenen YouTube-Comedy-Channel, wo die vor ihr geschaffene Figur Christina über das Leben redet.
Im Februar 2021 outete sich Kis im Rahmen der Initiative #actout im SZ-Magazin mit 184 anderen lesbischen, schwulen, bisexuellen, queeren, nicht-binären und trans* Schauspielern.
Michaela Kis lebt in Berlin und Wien.